# Kim Nam-il
Kim Nam-Il (coreano: 김남일; Seul, 14 de março de 1977) é um ex-futebolista sul-coreano que atuava como volante.

## Carreira
Nam-Il integrou a Seleção Sul-Coreana de Futebol na Copa do Mundo de 2002, 2006 e 2010.

## Prêmios Individuais
Seleção Sul-Coreana
- Copa Ouro da CONCACAF: 2002 - BEST XI

## Ligações Externas
- Perfil em Goal.com (em português)
- Perfil em Soccerway (em português)
- Filgoal[ligação inativa] (em inglês)
- Bet365[ligação inativa] (em português)